# Завраж'є
Завра́ж'є (рос. Завражье) — присілок у складі Нікольського району Вологодської області, Росія. Адміністративний центр Завразького сільського поселення.

## Населення
Населення — 187 осіб (2010; 244 у 2002).
Національний склад (станом на 2002 рік):
- росіяни — 99 %